# IC 3970
IC 3970 је појединачна звијезда у сазвјежђу Ловачки пси која се налази на листи објеката дубоког неба у Индекс каталогу.
Деклинација објекта је + 40° 24' 8" а ректасцензија 12h 59m 11,5s.